# Гесс, Виктор Франц
Виктор Франц Гесс (нем. Victor Franz Hess; 24 июня 1883, замок Вальдштейн, Штирия, Австро-Венгрия — 17 декабря 1964, Нью-Йорк, США) — австрийский и американский физик, нобелевский лауреат 1936 года (совместно с Карлом Андерсоном), награждённый за открытие космических лучей.
Член Папской академии наук (1961).

## Биография
Родился 24 июня 1883 года в замке Вальдштейн (около Пеггау, герцогство Штирия, Австро-Венгрия). Отец, Винценц Гесс, работал в службе лесничих баварского принца Людвига цу Эттингена-Валлерштейна. Мать — Серафина Эдле фон Гроссбауэр-Вальдштетт.
В 1893—1901 годах учился в Грацской гимназии. В 1901 году поступил в Грацский университет, который окончил в 1905 году, и где позже, в 1910 году, получил докторскую степень. Работал помощником Штефана Мейера в Венском институте исследования радия при Венской академии наук в 1910—1920 годах.
В годы Первой мировой войны Гесс возглавлял рентгенологическое отделение резервного госпиталя.
В 1919 году получил премию Либена за открытие «ультрарадиации».
В 1920 году женился на Марии Берте Варнер-Брайски, еврейке по происхождению.
В 1921 году Гесс отправился в США, где работал в американской компании United States Radium Corporation в Нью-Джерси, а также был физиком-консультантом при Бюро шахт США. Занимался изучением медицинского использования радия.
В 1923 году вернулся в Грацский университет, в 1925 году назначен профессором экспериментальной физики в Граце, где из-за нехватки финансирования в основном занимался воздушным электричеством.
В 1931 году стал профессором физики Инсбрукского университета и возглавил недавно созданный Институт радиационных исследований. Ему пришлось перенести ампутацию большого пальца и операцию на гортани из-за ожога радием, который он получил в Вене.
После присоединения Австрии к Германскому Рейху (12—13 марта 1938 года) Гесс, убеждённый католик и космополит, был арестован. Он быстро был освобождён из-под ареста, но 28 мая 1938 года отправлен на пенсию, а в сентябре 1938 года лишён и пенсии. Кроме того, он был принуждён обменять полученную им Нобелевскую премию на банкноты Германского Рейха.
В том же году Гесс вместе со своей супругой, спасаясь от преследований со стороны нацистов, переехал в США, в том же году назначен профессором физики Фордэмского университета, а в 1944 году получил американское гражданство. В 1958 году вышел в отставку.
В 1955 году от рака скончалась его первая жена, и в том же году Гесс женился на её сиделке Элизабет Хёнке.
По вероисповеданию был римо-католиком, объясняя свою религиозность, в 1946 году опубликовал свои рассуждения об этом в статье «Моя вера».
Скончался 17 декабря 1964 года от болезни Паркинсона в Маунт-Верноне (штат Нью-Йорк).
Похоронен в Уайт-Плейнсе на Mount Calvary Cemetary.

## Научные достижения
В 1911—1913 годах Гесс вёл исследовательскую работу, результаты которой в 1936 году принесли ему Нобелевскую премию по физике. На протяжении долгих лет учёные задавались вопросом об уровнях ионизирующей атмосферу радиации. Предполагалось, что при отдалении от Земли объём излучения снижался бы. Методы электроскопии давали лишь приблизительные данные по уровню радиации, однако отмечалось, что на бо́льшей высоте уровень радиации возрастал в связи с приближением к источнику радиоизлучения (то есть был выше, чем на поверхности Земли). Дать ответ на этот вопрос Гессу позволило не только использование более точного оборудования, но и ведение измерений на бо́льшей высоте, поднимая оборудование на аэростате. В 1911—1912 годах он систематически измерял радиацию на высоте до 5,3 км, с риском для здоровья совершая подъём и днём, и ночью.
Результаты исследований Гесса были опубликованы Венской академией наук. Гесс установил, что радиация снижалась только по достижении высоты 1 км, после чего начинала возрастать. На высоте 5 км она была больше, чем на уровне моря. Ещё одно его заключение сводилось к тому, что радиация имеет космическое происхождение, что в 1925 году подтвердил Роберт Эндрюс Милликен, назвав это «космическими лучами». Открытие Гесса было толчком для исследований в физике частиц и ядерной физике. В 1936 году Нобелевскую премию также получил Карл Дейвид Андерсон за открытие позитрона в исследовании космических лучей.

## Память
- В 1970 г. Международный астрономический союз присвоил имя Гесса кратеру на обратной стороне Луны.
- Гесс изображен на австрийской почтовой марке 1983 года.